# Eduardo Crissien Borrero
Eduardo Crissien Borrero (Barranquilla, 23 de julio de 1966) es un administrador de empresas, político y rector.

## Biografía
Eduardo Crissien Borrero nació en la ciudad de Barranquilla el 23 de julio de 1966. Es hijo de Eduardo Crissien Samper, un reconocido político costeño, excongresista de Colombia y miembro fundador de las primeras instituciones de educación superior en Barranquilla, la Universidad de la Costa y la Corporación Universitaria Latinoamericana, anteriormente conocidas como CUC y CIAC respectivamente.
Es hermano de Tito José Crissien, exrector de la Universidad de la Costa y miembro del concejo directivo de la Corporación Universitaria Latinoamericana. Estudió administración de empresas en la Universidad de la Costa y se especializó en Gerencia inmobiliaria, estudio de posgrado que realizó en la Universidad Externado de Colombia. También posee una maestría en Educación.
En sus inicios, Eduardo Crissien ocupó diversos cargos administrativos en la Universidad de la Costa, como Director del Departamento de Extensión Universitaria, Departamento de Investigaciones, secretario general y Vicerrector Bienestar CIAT. Además fue director del área de posgrados de la Corporación Universitaria Latinoamericana (CUL).
El 1 de junio de 1992 se posesiona como concejal de Barranquilla para los períodos de 1992 a 1994 y diputado por el departamento del Atlántico desde 1995 hasta 2000.
A partir de 2002 se vinculó al partido político Voluntad Popular y permaneció activo en el mismo hasta el 19 de julio de 2006, después de terminar un período de cuatro años como Miembro de la Cámara de Representantes. Este mismo cargo lo volvería a ejercer en los períodos de 2006 a 2010 y 2010 a 2014 como miembro oficial del partido Partido Social de Unidad Nacional.
Su último período en la Cámara empezó el 20 de julio de 2014 y terminó el 20 de julio de 2018. Se volvió a lanzar a la Cámara, pero en las elecciones legislativas de marzo de 2018 fue vencido por Martha Villalba Hodwalker quien obtuvo 13 775 votos; Crissien alcanzó los 12 037 votos.
En julio de 2021 asumió la rectoría de la Universidad de la Costa, en reemplazó de Tito José Crissien, quien asumió el Ministerio de Ciencia, Tecnología e Innovación por orden del presidente Iván Duque Márquez.